# حازم امام
حازم امام (عربی: حازم إمام؛ زادهٔ ۱۰ مهٔ ۱۹۷۵) یک بازیکن فوتبال اهل مصر است.

## باشگاهی
از باشگاه‌هایی که در آن بازی کرده‌است می‌توان به اودینزه، دی گرافشاپ و باشگاه ورزشی زمالک اشاره کرد.

## تیم ملی
وی همچنین در تیم ملی فوتبال مصر بازی کرده‌است.